# Girolamo Verospi
Girolamo Verospi (* 27. Juli 1599 in Rom; † 5. Januar 1652 in Osimo) war ein italienischer Kardinal und römisch-katholischer Bischof.

## Biografie
Seine Eltern waren Ferdinando Verospi und Giulia de’ Massimi. Er war der Neffe von Kardinal Fabrizio Verospi, dem Bruder seines Vaters Ferdinando. Wahrscheinlich studierte er Rechtswissenschaften, denn er war ein junger Jurist, der sich für die Sache der römischen Kurie einsetzte und 1627 die Nachfolge seines Onkels Fabrizio als Auditor der Sacra Romana Rota antrat.
Im Konsistorium vom 16. Dezember 1641 wurde er von Papst Urban VIII. zum Kardinal erhoben. Am 10. Februar des folgenden Jahres erhielt er die Titelkirche Sant’Agnese in Agone und wurde gleichzeitig zum Bischof von Osimo gewählt. Zu diesem Zeitpunkt war er noch nicht zum Priester geweiht worden, aber in wenigen Monaten wurden ihm alle fehlenden Weihen erteilt, bis er am 27. April 1642 von Kardinal Antonio Marcello Barberini und den Mitkonsekranten Fausto Poli, Titularerzbischof von Amasea, und Celso Zani, ehemaliger Bischof von Città della Pieve, zum Bischof geweiht wurde.
Nach seinem Tod am 5. Januar 1652 wurde er in der Kathedrale von Osimo beigesetzt, aber 1666 wurde sein Leichnam exhumiert und nach Rom überführt, wo er in der Familienkapelle in der Kirche Santissima Trinità dei Monti beigesetzt wurde.